# Landesklinikum Hollabrunn

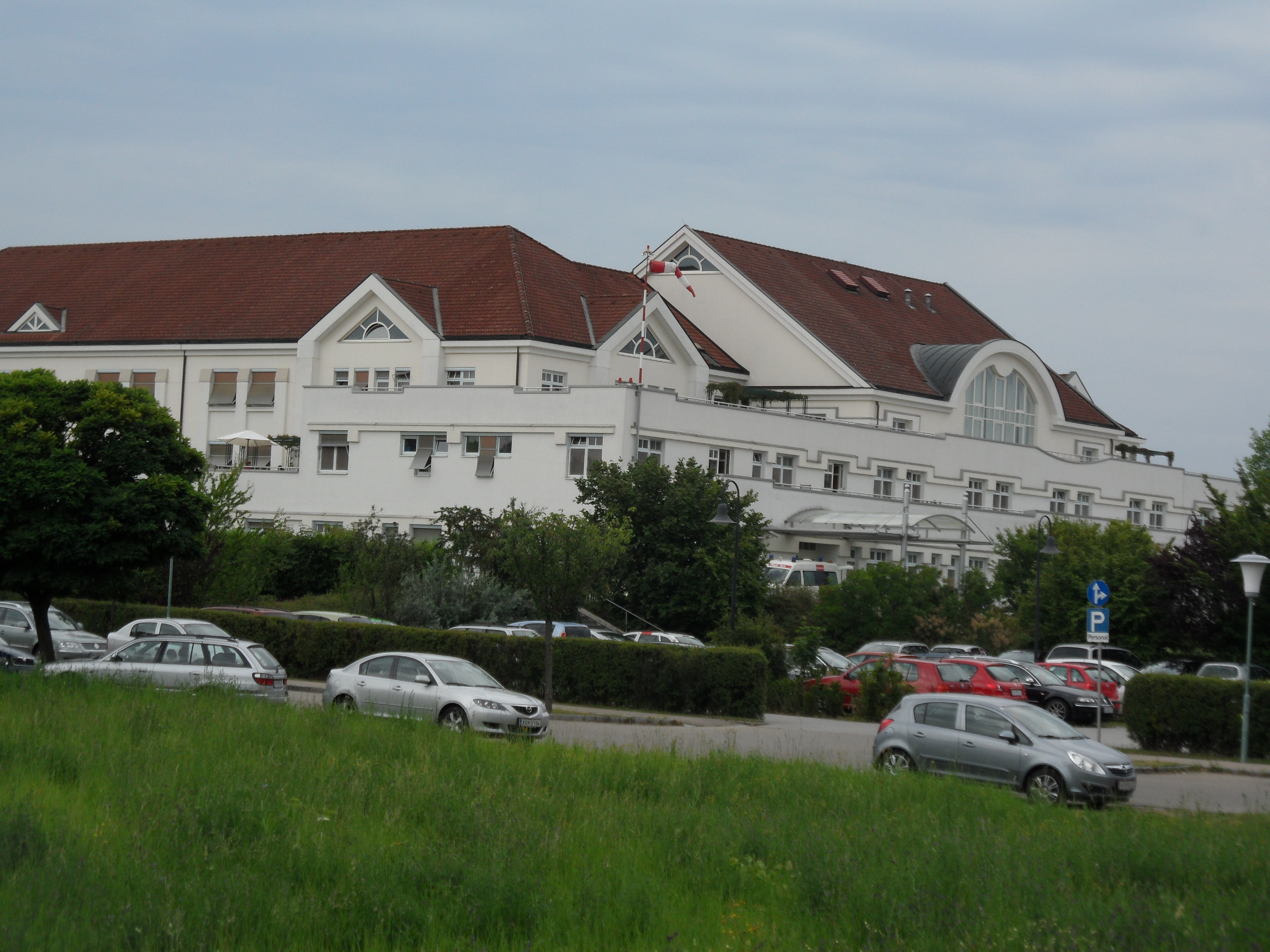
Landesklinikum Hollabrunn

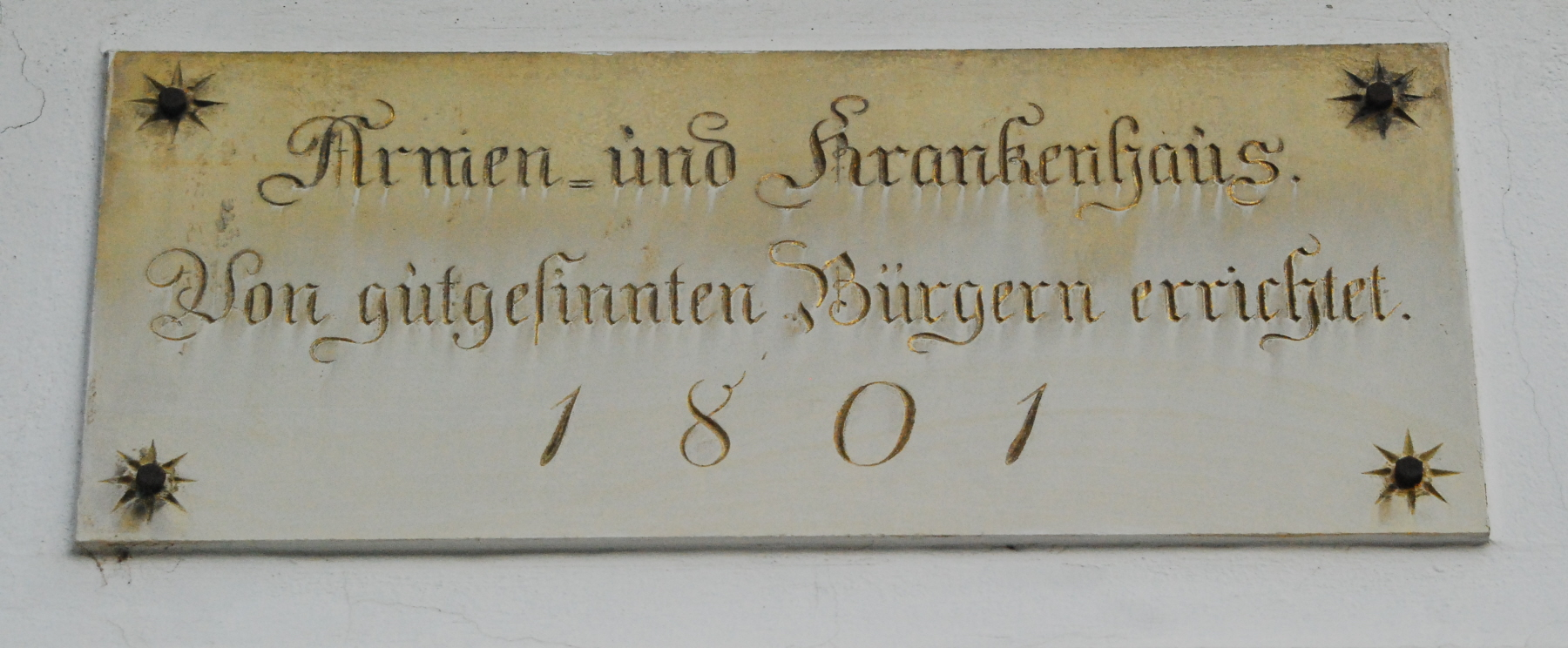
Tafel des ehemaligen Armen- und Krankenhaus

Das Landesklinikum Hollabrunn ist ein von der Niederösterreichischen Landeskliniken-Holding geführtes Krankenhaus in Hollabrunn.

## Geschichte
Die Gründung eines Krankenhauses in der Bezirkshauptstadt Hollabrunn brauchte mehrere Anläufe.
Das erste Hollabrunner „Spittel“ bestand schon im Mittelalter, hatte aber mit einem Krankenhaus im modernen Sinn wenig gemeinsam. Es diente vor allem der Beherbergung kranker und armer Personen und weniger deren Heilung.
1839 wurde das 1801 errichtete Armenhaus um ein „Krankeninstitut“ mit ungefähr zehn Betten erweitert. Hier wurde mittellosen und erkrankten Handwerkern und Dienstboten auch eine medizinische Versorgung zu Teil.
Das erste Hollabrunner Spital im modernen Sinn wurde 1857 eröffnet, drei Jahre später wurde das „Öffentliche Bezirkskrankenhaus Hollabrunn“ von der k.k. Niederösterreichischen Statthalterei aber aus Geldmangel geschlossen.
1873 spendete die Sparkasse Hollabrunn anlässlich ihres 30-jährigen Bestehens 30.000 Gulden und ermöglichte damit die neuerliche Errichtung eines Krankenhauses, das zum 25-jährigen Regierungsjubiläum von Kaiser Franz Joseph I. „Kaiser Franz Josefs-Spital“ genannt wurde.
Wegen der während des Ersten Weltkriegs großen Anzahl an zu versorgenden Militärangehörigen und eines Flüchtlingslagers wurde 1917 der Westtrakt von der k.k. Niederösterreichischen Statthalterei errichtet.
Bis zum am 23. Juni 1986 erfolgten Gemeinderatsbeschluss, das unter Platznot leidende Spital neu zu errichten, wurden in der Zwischenkriegszeit der Operationstrakt und eine Infektionsabteilung, in den Sechzigerjahren des 20. Jahrhunderts ein Schwesternhaus und ein Labortrakt neu gebaut. Der Ausbau des Osttrakts für die gynäkologisch-geburtshilfliche Abteilung und die chirurgische Abteilung zwischen 1971 und 1975 war die letzte große Baumaßnahme am alten Standort.
Zwischen 1987 und 1992 wurde das neue Krankenhaus errichtet, in Betrieb genommen wurde es am 1. Juli 1992 und die offizielle Eröffnung durch Landeshauptmann Erwin Pröll erfolgte am 9. November des gleichen Jahres. Im Herbst 1993 wurde das Spital um die Gesundheits- und Krankenpflegeschule Hollabrunn erweitert.
2001 wurde zur Erinnerung an den ehemaligen Spitalsdirektor Felix von Winiwarter eine Büste errichtet.
Am 1. Jänner 2005 übergab die Stadtgemeinde Hollabrunn die Rechtsträgerschaft an dem Spital an das Land Niederösterreich.

## Statistik
Das Landesklinikum Hollabrunn verfügt über rund 230 Betten. Im Jahr 2008 wurden 10100 Patienten stationär aufgenommen. Inklusive Fremdpersonal sind im Landesklinikum Weinviertel Hollabrunn ungefähr 470 Personen beschäftigt (Stand: 2009).

## Ausstattung
- Abteilungen

Anästhesiologie und Intensivmedizin
Chirurgie
Frauenheilkunde und Geburtshilfe
Innere Medizin
Röntgeninstitut
Sozialpsychiatrische Abteilung
- Ambulanzen:

Chirurgische Ambulanz
Gynäkologische Ambulanz
Ambulanz für Innere Medizin
Labor
Physiotherapie
Sozialpsychiatrische Ambulanz

## Krankenpflegeschule
Die Krankenpflegeschule bietet eine dreijährige Diplomausbildung im gehobenen Dienst für Gesundheits- und Krankenpflege.